# PIE p.KLEIN
PIE p.KLEIN is een Vlaams muziek- en theatergezelschap uit Heist-op-den-Berg dat cabaret, muziek en theater brengt. De groep stond tweemaal in de halve finale van de Nekkawedstrijd (2007 en 2011) en tweemaal in de halve finale van de Nederpopprijs (2008 en 2009).

## Muziek
De muziek van pIE p.KLEIN wordt door henzelf kleinpunk of cabaretpunk genoemd: een kruising tussen kleinkunst, folk, patchanka, popmuziek, wereldmuziek en ska met vleugen tango, rock, cabaret, funk, punk en italodisco met Nederlandstalige teksten.

## Leden
- Pie - zang, gitaar
- MC Big Bolle - zang, percussie, basgitaar
- Willem II - zang, basgitaar, keyboard, accordeon, blokfluit
- Sexy Kevin - zang, trompet, gitaar
- Sexy Jan - zang, trompet, trombone

## Discografie

### Albums
- Paniek! (2002)
- Struikelgewas (2004)
- Beter Schap (2007)
- Vitrinevriendin (2011)
- Belhamel (2015)
- Rundfünk (2023)

#### Livealbums
- 10 jaar pIE p.KLEIN (2012)
- Toeters en het beest (2016)
- 15 jaar pIE p.KLEIN (2017)

### Singles en ep's
- Ballen (met De Chiro) - single (2010)
- Het vel van de beer - single (2015)
- Alfaman - single (2015)
- Belgische Bordenbusiness - single (2017)
- Loveheart - single (2020)
- OnvoorSPELbaar (met De Chiro) - single (2020)
- Zomer in Alaska - single (2022)
- Wäaghals - ep (2023)
- Staarttrëk - ep (2023)
- Oorwörm - ep (2023)